# جون هاريس (راكب الكنو)
جون هاريس (بالإنجليزية: John Harris)‏ هو راكب الكنو بريطاني، ولد في 28 مايو 1938.

## وصلات خارجية
- جون هاريس على موقع أوليمبيديا (الإنجليزية)